# Kyren Wilson
Kyren Wilson (Kettering, Northamptonshire, 23 de dezembro de 1991) é um jogador profissional de snooker da Inglaterra.
É profissional desde 2010 (interrupção em 2012). Venceu cinco torneios a contar para o ranking, o primeiro sendo o Shanghai Masters de 2015. Foi finalista do Masters de 2018 e dos campeonatos mundiais de 2020 (onde foi vencido por Ronnie O'Sullivan) e de 2024, onde defrontou Jak Jones e conquistou o seu primeiro campeonato mundial.

## Torneios ganhos
A contar para o ranking mundial:
- Shanghai Masters - 2015
- Paul Hunter Classic - 2018
- German Masters - 2019
- Championshiop League - 2020
- European Masters - 2022
- Campeonato Mundial de Snooker - 2024